# Oscar Drude
Carl Georg Oscar Drude (* 5. Juni 1852 in Braunschweig; † 1. Februar 1933 in Dresden) war ein deutscher Botaniker, Universitätsprofessor und Mitbegründer der Pflanzenökologie als wissenschaftlicher Disziplin. Sein offizielles botanisches Autorenkürzel lautet „Drude“.

## Leben

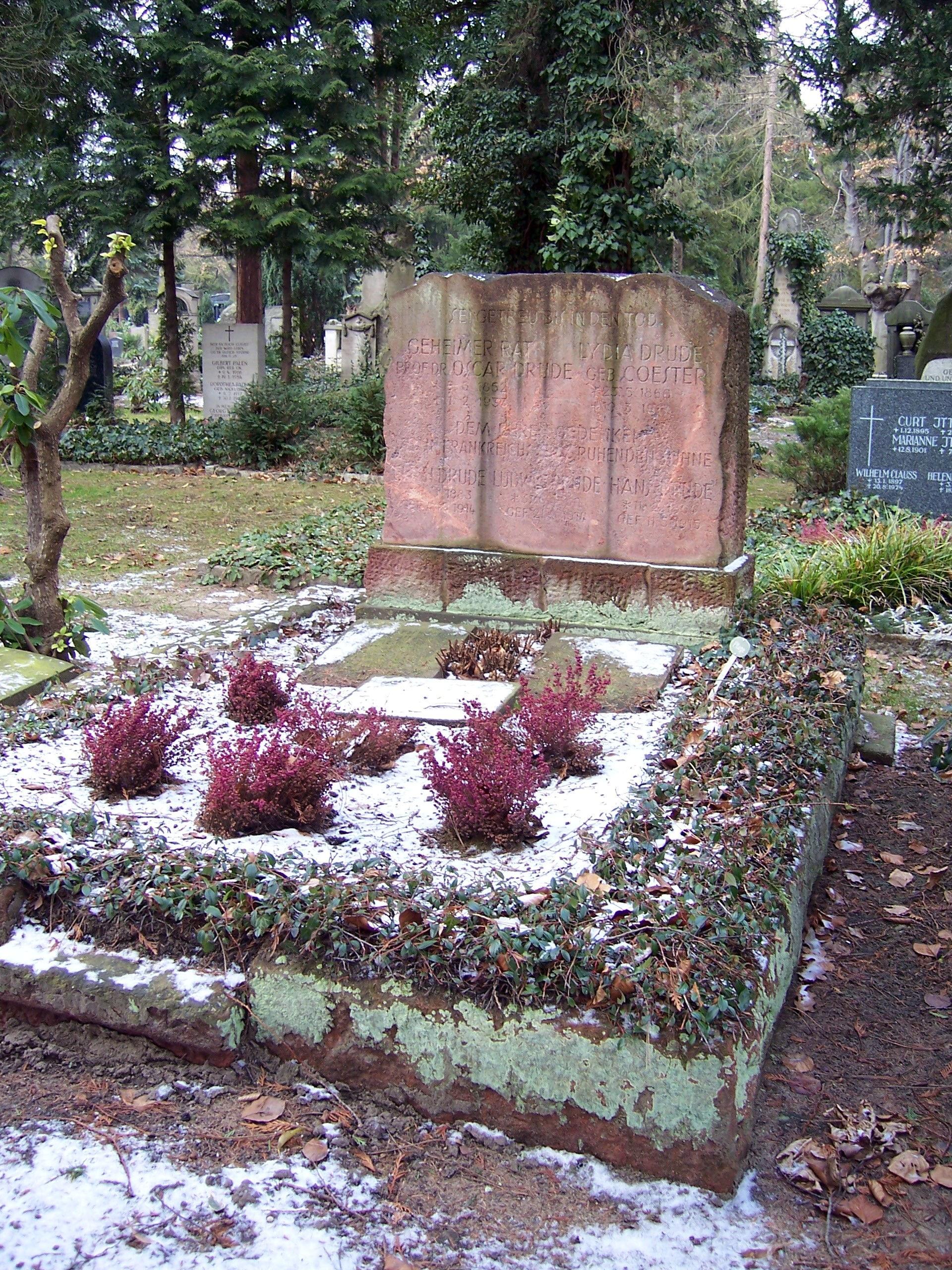
Grab von Oscar Drude auf dem Johannisfriedhof in Dresden

Der aus einer alten Braunschweiger Familie stammende Arztsohn studierte ab 1870 Naturwissenschaften und Chemie am Collegium Carolinum in seiner Heimatstadt und wechselte 1871 an die Universität Göttingen. Dort wurde Drude Assistent bei August Grisebach. Dieses Amt hatte er bis 1879 inne.
Im Jahr 1874 beendete Drude sein Studium mit der Promotion zum „Dr. phil.“. Daran anschließend bekam er eine Anstellung als Herbarassistent bei Friedrich Gottlieb Bartling. Dort in Göttingen war er auch als Privatdozent für Botanik tätig. Im Jahr 1876 habilitierte sich Drude in der Botanik. Im Jahr 1879 nahm er einen Ruf an das Polytechnikum in Dresden an und hatte dort einen Lehrstuhl für Botanik inne. Am 19. Dezember 1879 (Matrikel-Nr. 2234) wurde er zum Mitglied der Leopoldina gewählt.
Als 1890 das Polytechnikum den Status einer Technischen Hochschule erhielt, hatte Drude großen Einfluss bei der Umgestaltung der naturwissenschaftlichen, speziell der botanischen Lehrstühle. Im gleichen Jahr bekam der Botanische Garten in Dresden mit Drude einen kompetenten und engagierten Direktor. Zusammen mit Bruno Steglich gliederte Drude dem Garten eine Landwirtschaftliche Versuchsstation für Pflanzenkultur an. 1895 wurde er als außerordentliches Mitglied in die Sächsische Akademie der Wissenschaften aufgenommen. Seit 1907 war er ordentliches Mitglied dieser Akademie.
Mit seinem Werk Die Ökologie der Pflanzen wurde er einer der Mitbegründer dieses Fachbereichs.
Oscar Drude starb 1933 in Dresden. Sein Grab befindet sich auf dem dortigen Johannisfriedhof.

## Ehrungen

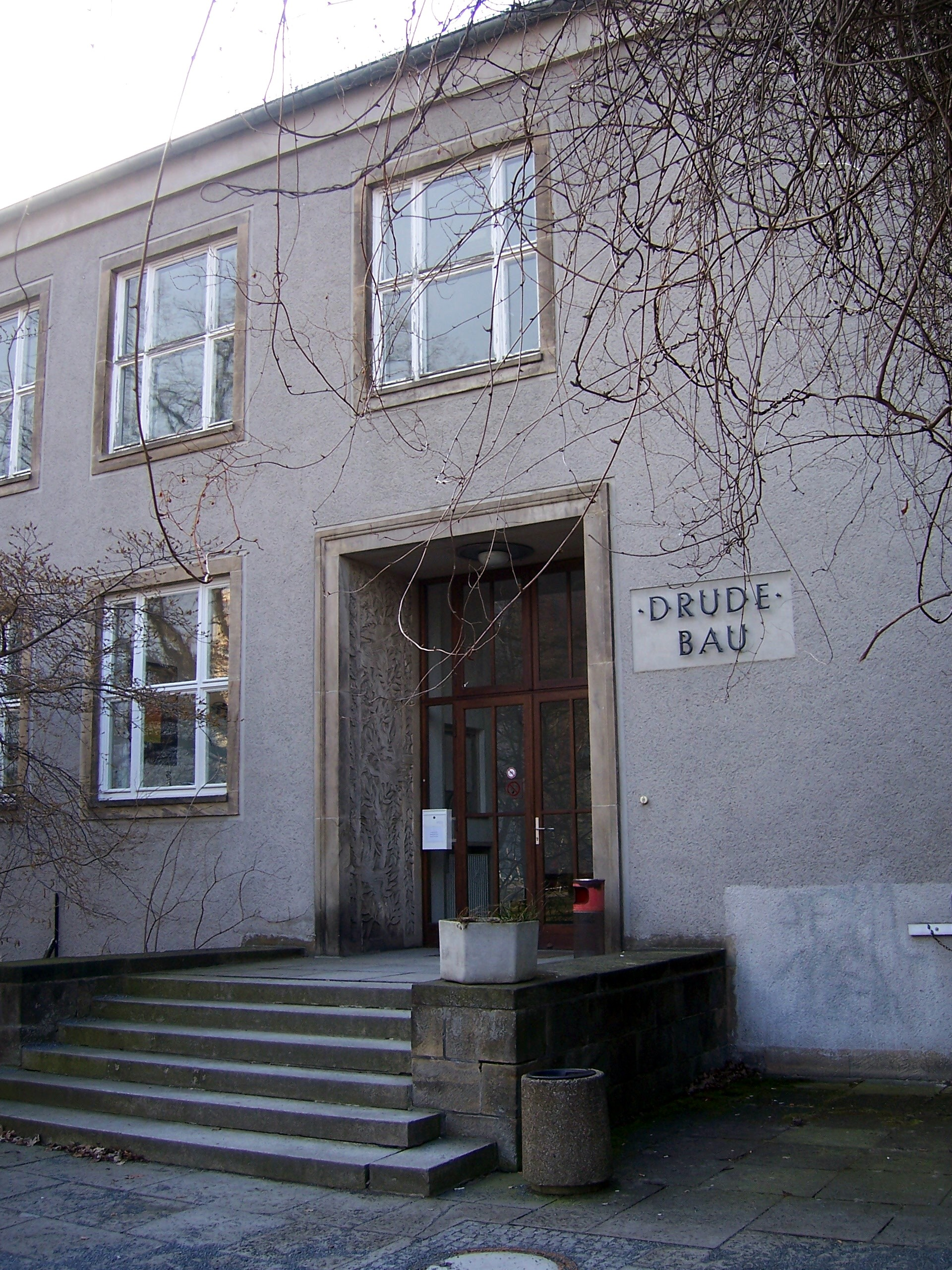
Drude-Bau der TU Dresden

Ihm zu Ehren wurde die Gattung Drudeophytum Coult. & Rose der Pflanzenfamilie der Doldenblütler (Apiaceae) benannt. Auch die von 1961 bis 1964 erscheinende Zeitschrift Drudea ist nach ihm benannt, ebenso die Pflanzenart Ferula drudeana.
1899 wurde er zum Geheimen Hofrat ernannt.
Die TU Dresden gab 1953 dem Gebäude des Botanischen Instituts den Namen „Drude-Bau“.

## Schriften
- Die Biologie von Monotropa Hypopitys L. und Neottia Nidus avis L. unter vergleichender Hinzuziehung anderer Orchideen. Dieterich (W. Fr. Kaestner), Göttingen 1873 (Archive)
- Atlas der Pflanzenverbreitung. Justus Perthes, Gotha 1887 (Archive)
- Handbuch der Pflanzengeographie, J. Engelhorn, Stuttgart 1890 (Digitalisat und Volltext im Deutschen Textarchiv)
- Deutschlands Pflanzengeographie. Ein geographisches Charakterbild der Flora von Deutschland und den angrenzenden Alpen- sowie Karpatenländern. J. Engelhorn, Stuttgart 1896 (TU Braunschweig)
- Der Hercynische Florenbezirk. Grundzüge der Pflanzenverbreitung im mitteldeutschen Berg- und Hügellande vom Harz bis zur Rhön, bis zur Lausitz und dem Böhmer Walde. Wilhelm Engelmann, Leipzig 1902 (Archive)
- Die Ökologie der Pflanzen. Friedrich Vieweg und Sohn, Braunschweig 1913 (TU Braunschweig)

## Zitate aus Drudes Werk
- „Jeder geschlossene Pflanzenbestand hat zu Charakterarten diejenigen, welche den Teppich der Pflanzendecke in ihrer Geselligkeit an erster Stelle wirken und in welche die übrigen als beigemischte Nebenarten eingestreut sind“ (Die Ökologie der Pflanzen, 1913, S. 215).
- „Die physiographische Ökologie hat die Aufgabe, die Assoziationen festzustellen, voneinander abzugrenzen, und die besonderen Verhältnisse von Klima und Boden, welche jede an ihrem Ort bannen oder aber sie dynamisch (progressiv oder regressiv) beeinflussen, der Erkenntnis näher zu führen“ (Die Ökologie der Pflanzen, 1913, S. 218).